# Камено (Логойский район)
Ка́мено — агрогородок в Логойском районе Минской области Белоруссии. Является центром Каменского сельсовета.

## История
Вплоть до XIX века в исторических источниках известен как Камень-Хорецкий. Двор Камень-Хорецкий был центром Хорецкой волости, известной с XIV века. Однако сам двор в источниках впервые упоминается в середине XV столетия. В 1-й половине XVI века им владел воевода смоленский Василий Тышкевич. Согласно административно-территориальной реформе 1565—1566 гг. эта местность вошла в состав Минского повета Минского воеводства. В 1567 поселение упоминается в описи войска Великого Княжества Литовского. В 1570 Василий Тышкевич оставил имение своему сыну Евстахию.
В результате Второго раздела Речи Посполитой в 1793 году Камень Хорецкий оказался в составе Российской Империи, в Борисовском повете Минской губернии. В 1841 году в местечке построили деревянную церковь Покрова Пресвятой Богородицы, которой принадлежало 90 десятин земли. На кладбище существовала церковь Успения Пресвятой Богородицы, в которой хранился местный образ Богоматери. Согласно инвентаря 1846 года в поместье было 14 дворов, водяная мельница, корчма, хлебозапасный магазин. По-состоянию на 1886 год — 14 дворов, церковь, часовня, смолокурный завод.
В 1919 году Камено вошло в БССР, где 20 августа 1924 года стала центром сельсовета Зембинского района (с 25 декабря 1962 года в Логойском районе). Статус поселения был понижен до деревни. По состоянию на 1926 год тут было 54 двора (и 3 двора в поместье), на 1941 год — 80, на 1969 год — 118, на 1 января 2003 года — 182.

## Население
| Период | 1833 | 1846 | 1870 | 1886 | 1926 | 1941 | 1969 | 2003 | 2009 | 2010 |
| ------ | ---- | ---- | ---- | ---- | ---- | ---- | ---- | ---- | ---- | ---- |
| Чел.   | 99   | 88   | 78   | 182  | 291  | 298  | 392  | 553  | 481  | 541  |

## Инфраструктура
Размещён центр сельскохозяйственно-производственного кооператива «Камено». В агрогородке работают средняя школа, детский сад, амбулатория, дом культуры, библиотека, почта, лесничество, комплексно-приёмный пункт и магазин.

## Достопримечательности
Утраченное наследие:
- Церковь Покрова Пресвятой Богородицы
- Церковь Успения Пресвятой Богородицы